# São Miguel da Boa Vista
São Miguel da Boa Vista är en kommun i Brasilien.   Den ligger i delstaten Santa Catarina, i den södra delen av landet, 1 300 km söder om huvudstaden Brasília. Antalet invånare är 1 904.
Omgivningarna runt São Miguel da Boa Vista är en mosaik av jordbruksmark och naturlig växtlighet. Runt São Miguel da Boa Vista är det ganska tätbefolkat, med 108 invånare per kvadratkilometer.